# Madalena (Vila Nova de Gaia)
Madalena – parafia (freguesia) gminy Vila Nova de Gaia. W 2011 miejscowość była zamieszkiwana przez 10 040 osób.